# Rhombodera valida
Rhombodera valida är en bönsyrseart som beskrevs av Hermann Burmeister 1838. Rhombodera valida ingår i släktet Rhombodera och familjen Mantidae. Inga underarter finns listade i Catalogue of Life.